# Protodrilus
Protodrilus är ett släkte av ringmaskar som beskrevs av Berthold Hatschek 1882. Protodrilus ingår i familjen Protodrilidae.

## Dottertaxa tillProtodrilus, i alfabetisk ordning[1][2]
- Protodrilus adhaerens
- Protodrilus affinis
- Protodrilus albicans
- Protodrilus bahusiensis
- Protodrilus brevis
- Protodrilus chaetifer
- Protodrilus ciliatus
- Protodrilus corderoi
- Protodrilus flavocapitatus
- Protodrilus gelderi
- Protodrilus gracilis
- Protodrilus hatscheki
- Protodrilus haurakiensis
- Protodrilus helgolandicus
- Protodrilus hypoleucus
- Protodrilus indicus
- Protodrilus jagersteni
- Protodrilus jouinae
- Protodrilus leuckarti
- Protodrilus leuckartii
- Protodrilus litoralis
- Protodrilus mirabilis
- Protodrilus oculifer
- Protodrilus pardii
- Protodrilus pierantonii
- Protodrilus purpureus
- Protodrilus robustus
- Protodrilus rubropharyngeus
- Protodrilus schneideri
- Protodrilus similis
- Protodrilus sphaerulatus
- Protodrilus spongioides
- Protodrilus submersus
- Protodrilus symbioticus